# Agathocle (Voltaire)
Agathocle est une tragédie écrite par Voltaire, représentée pour la première fois le 31 mai 1779, sur la scène de la Comédie-Française, soit un an après la mort de l'auteur et ce, afin de le célébrer. C'est la dernière œuvre pour la scène de Voltaire.

## Trame
Polycrate, d’un caractère féroce et tyrannique, veut enlever à force ouverte Ydace, une jeune captive qui doit être rendue aux Carthaginois en vertu d’un traité. Argide, l’autre fils d’Agathocle, tendre et généreux, l’aime, la défend ; il est attaqué par Polycrate, et c’est ce dernier qui périt. Agathocle, au lieu de punir le meurtrier, cédant à l’ascendant de la vertu et à la nécessité des conjonctures, remet son sceptre à Argide. Argide renonce au pouvoir, et rend la liberté à son pays.

## Distribution
| Acteurs et actrices ayant créé les rôles |                        |
| Personnage                               | Interprète             |
| Agathocle                                | Grammont de Roselly    |
| Polycrate                                | Fleury                 |
| Argide                                   | François-René Molé     |
| Idasan                                   | Brizard                |
| Egeste                                   | Dorival                |
| Elpénor                                  | Florence               |
| un officier                              | Marsy                  |
| Idace                                    | Mlle Saint-Val cadette |
| Barsine                                  | Mme Vestris            |